# 극장판 엄마 까투리: 도시로 간 까투리 가족
극장판 엄마 까투리: 도시로 간 까투리 가족(KATURI the Movie: The Big City Adventure)은 한국에서 제작된 정길훈 감독의 2019년 애니메이션 영화이다. 김서영 등이 주연으로 출연하였다.

## 출연

### 주연
- 김서영 - 엄마/혜인 역
- 이윤희 - 마지/비둘기 역
- 김은아 - 두리/아기 멧돼지 역
- 전해리 - 세찌 역
- 이지현 - 꽁지/다람쥐/선생님 역

### 조연
- 양정화 - 쥐돌이/닭집 주인 역
- 홍범기 - 쥐돌이 아빠/할아버지/뺑덕이/고라니 역
- 엄상현 - 혜인 아빠/길 고양이 3/너구리 아저씨/생선 가게 주인 역
- 오병조 - 길 고양이 대마왕 역
- 이현 - 길 고양이 1/정육점 주인 역
- 이명호 - 길 고양이 2/뉴스 앵커 역

### 나머지 예
- 신용우 - 경찰 1 역
- 남도형 - 경찰 2 역
- 방연지 - 경찰 3 역
- 장은숙 - 경찰 4 역
- 여민정 - 혜인 엄마 역
- 이계윤
- 이현진
- 이소은
- 김현지
- 김새해
- 정혜원
- 박리나

## 제작진
- 원작자: 권정생
- 투자총괄: 이재우
- 프로듀서: 신희석
- 프로듀서: 유슬기
- 프로듀서: Marc
- 제작프로듀서: 엄재웅
- 제작프로듀서: Wang Yilin
- 제작지원: 최윤환
- 제작지원: 이종수
- 제작지원: 김해란
- 제작지원: 김린아
- 제작지원: 김준한
- 제작관리: Guo Shuang
- 제작관리: Cui Li
- 제작관리: Zhu Xiuqin
- 제작투자: 권기창
- 제작투자: 오재경
- 제작투자: 권기우
- 제작투자: 권미경
- 제작투자: 임순옥
- 투자진행: 김혜연
- 투자진행: 오정근
- 투자진행: 허인선
- 투자진행: 임근선
- 투자진행: 장문석
- 투자책임: 노재승
- 투자책임: 허수영
- 라인프로듀서: 구경은
- 라인프로듀서: Zhang Aoyang
- 라인프로듀서: Miya Chen
- 조연출: 박재옥
- 녹음: 김학주
- 음향효과: 김학주
- 음향효과: 이민우
- 음악지원: 동민호
- 음악지원: 안소영
- 음악지원: 조란
- 음악지원: 임보미
- 음악지원: 이용재
- 음악지원: 정예지
- 음악지원: 김한구
- 음악지원: 정호진
- 작곡: 동민호
- 작곡: 안소영
- 작곡: 조란
- 작곡: 임보미
- 작곡: 이용재
- 작곡: 정예지
- 시각효과: 유정원
- 시각효과: 정우승
- 시각효과: 양인식
- 시각효과: 홍영지
- 시각효과: 장용석
- 시각효과: 박석이
- 시각효과: 양영민
- 시각효과: 조근우
- 시각효과: 이훈영
- 시각효과: 유진희
- 시각효과: 백시연
- 시각효과: 서대원
- 시각효과: 김보견
- 시각효과: 기현용
- 시각효과: 조현민
- 시각효과: 박재현
- 시각효과: 양재호
- 시각효과: 남태희
- 시각효과: 신동엽
- 시각효과: 안재홍
- 시각효과: 강범석
- 시각효과: 조용희
- 시각효과: 김지인
- 시각효과: 양재언
- 시각효과: 이채윤
- 시각효과: 이근식
- 시각효과: 임현주
- 시각효과: 석우진
- 시각효과: 소복순
- 시각효과: 주세운
- 시각효과: 김송이
- 시각효과: 김종환
- 시각효과: 이소희
- 시각효과: 현나은
- 시각효과: Li Yongxian
- 시각효과: Zeng Siying
- 시각효과: Ma Yuting
- 시각효과: Yang Yan
- 시각효과: Huang Xiaoxiao
- 시각효과: Wang Delun
- 시각효과: Luo Guobao
- 시각효과: Wang Zhi
- 시각효과: Wang Weining
- 애니메이션: 박서현
- 애니메이션: 황성욱
- 애니메이션: 최윤지
- 애니메이션: 서한올
- 애니메이션: 진솔
- 애니메이션: 윤유나
- 애니메이션: 이솔
- 애니메이션: 김희성
- 애니메이션: 한종민
- 애니메이션: 김태성
- 애니메이션: 우소명
- 애니메이션: 김수용
- 애니메이션: 이호진
- 애니메이션: 전무현
- 애니메이션: 김현영
- 애니메이션: 박미정
- 애니메이션: 박윤희
- 애니메이션: 신애영
- 애니메이션: 조영민
- 애니메이션: 박영삼
- 애니메이션: 박영석
- 애니메이션: 임수진
- 애니메이션: 유수빈
- 애니메이션: 서효현
- 애니메이션: 신대원
- 애니메이션: 정시은
- 애니메이션: 최지혜
- 애니메이션: 김형민
- 애니메이션: 안중기
- 애니메이션: 송진섭
- 애니메이션: 이창호
- 애니메이션: 이연주
- 애니메이션: 김슬아
- 애니메이션: Zhang Jian
- 애니메이션: Zhang Yaqing
- 애니메이션: Zhang Ruzhou
- 애니메이션: Wang Chuangang
- 애니메이션: Hu Shuaiqi
- 애니메이션: Niu Haiyan
- 애니메이션: Wang Hanjie
- 애니메이션: Huang Ruilin
- 애니메이션: Jiang Mengting
- 애니메이션: Yang Xiaojuan
- 애니메이션: Emil Li
- 애니메이션: Yu Yang
- 애니메이션: Jin
- 애니메이션: Peng Naping
- 애니메이션: Wu Yanggang
- 애니메이션: Li Ang
- 애니메이션: Wang Dan
- 애니메이션: Wang Xiaodi
- 애니메이션: Wang Jiafeng
- 애니메이션: Li Tao
- 애니메이션: Wang An
- 애니메이션: Zhu Xu
- 애니메이션: Lin Xuanjun
- 애니메이션: Lu Bin
- 시나리오 코디네이터: 이학수
- 스토리개발: 이한나
- 스토리개발: 김성호
- 프로덕션 매니저: 고서윤
- 프로덕션 매니저: 김혜윤
- 프로덕션 매니저: Guo Shuang
- 프로덕션 매니저: Zhao Hansheng
- 스토리보드: 조연성
- 스토리보드: 안상욱
- 스토리보드: 박현수
- 디자인 수퍼바이저: 최은솔
- 디자인 아티스트: 진하은
- 디자인 아티스트: 임수정
- 엔딩크레딧: 허범욱
- 프로덕션 매니저: 송한나
- 서라운드 믹스: DOOROO
- 국내배급책임: 류상헌
- 국내배급진행: 김민선
- 국내배급진행: 신재승
- 국내배급진행: 문서영
- 투자배급총괄: 이용호
- 배급마케팅총괄: 이용호
- 배급마케팅책임: 임근선
- 배급마케팅진행: 이보람
- 미디어라이선싱: 김은지
- 미디어라이선싱: 임서현
- 미디어라이선싱: 오슬기
- 미디어라이선싱: 김현아
- 미디어라이선싱: 장진아
- 상품유통: 김홍필
- 상품유통: 이동성
- 상품유통: 김일환
- 상품유통: 정현일
- 상품유통: 김정이
- 상품유통: 조훈상
- 상품유통: 김병만
- 상품유통: 권영민
- 상품유통: 홍성표
- 상품유통: 유현정
- 상품유통: 김연희
- 상품유통: 전상휘
- 상품유통: 이영민
- 뉴미디어: 신성준
- 뉴미디어: 김성호
- 뉴미디어: 지수정
- 뉴미디어: 송지아
- 뉴미디어: 임현주
- 재무총괄: 황수기
- 재무: 이규안
- 재무: 고세라
- 재무: 나혜진
- 재무: 조난형
- 재무: 박선희
- 재무: 이경아
- 재무: 신지혜
- 인사: 도경우
- 인사: 정진호
- 시스템관리: 유종엽
- 시스템관리: 김혁진
- 오프라인 마케팅: 최원영
- 오프라인 마케팅: 김도희
- 오프라인 마케팅: 원유진
- 오프라인 마케팅: 이하나
- 온라인 마케팅: 김호진
- 온라인 마케팅: 조윤서
- 온라인 마케팅: 임세영
- 온라인 마케팅: 김규민
- 온라인 마케팅: 강예원
- 온라인 마케팅: 남성령
- 광고: 김태준
- 광고: 박진선
- 포스터 디자인: 최은솔
- 포스터 디자인: 김정민
- 포스터 디자인: 김민지
- 포스터 디자인: 서민실
- 포스터 디자인: 권선영
- 예고편: 정상화
- 예고편: 최용진
- 예고편: 임선진
- 예고편: 주하정
- 예고편: 김현준
- 예고편: 최주은
- 예고편: 김초윤
- 예고편: 정지수
- 예고편: 조은지
- 해외세일즈 총괄 책임: 김재민
- 해외 배급 책임: 이정하
- 해외 배급 진행: 정지선
- 해외 배급 진행: 이윤기
- 해외 배급 진행: 김재인
- 디자인: 이인준
- 디자인: 소다한
- 디자인: 송의섭
- 디자인: 오창훈
- 디자인: 오창문